# 코비즈

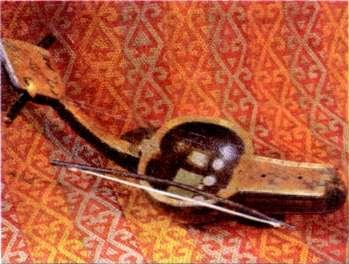

코비즈(Kobyz)는 고대 튀르크족의 찰현악기이며 카라칼파크인 등에 퍼져나갔다.
전통적으로 코비즈는 신성한 악기이며 샤먼이 소유한다. 전설에 따르면 코비즈와 코비즈 음악은 악령과 질병, 죽음을 쫓아낼 수 있다.

## 같이 보기
- 마두금
- 이호 (악기)
- 구슬라
- 류트
- 라바브